# Діонісій Петавіус
Діони́сій Пета́виус, Дені Пето́ Пета́вій (фр. Denis Pétau, лат. Dionisius Petavius); 21 серпня 1583, Орлеан, Франція — 11 грудня 1652, Париж, Франція) — кардинал, французький католицький богослов і історик, письменник і поет, учений-єзуїт, один з основоположників сучасної хронології.

## Життєпис
Петавіус народився в Орлеані, в 19 років став професором філософії університету Буржа, і пізніше — каноніком Орлеанського собору. У 1605 вступив в чернечий орден єзуїтів. У 1621 став професором позитивної теології в Парижі, 1639 — став кардиналом Римо-католицької церкви. Помер 11 грудня 1652 року в своїй келії в Клермонському колежі.
Петавіус відомий своїми численними працями з теології, патристики, філософії, історії та хронології. Один з кратерів Місяця Петавій названий на честь Петавіуса. Він вважався одним з найвидатніших учених свого часу. В області хронології Петавіус продовжив роботу протестантського хронолога Й. Скалігера (якого критикував у притаманному їдко-полемічному стилі) по дослідженню різних календарних систем. У 1627 року видав свою знамениту працю з хронологією «Opus de Doctrina temporum», скорочений виклад якого багато разів перевидавався під назвою «Rationarium temporum» з 1633. Його було переведено англійською та французькою мовами з місцевими доповненнями. У цій праці Діонісій Петавіус активно використовував систему лічби років до умовного року Різдва Христового методом зворотного відліку часу (назад), відому зараз як «роки до Р. Х.» або «до н. е.». Аналогічну систему ще раніше використовував Біда Високоповажний.

## Основні праці

Dogmata theologica, 1757

1. «Paraphrasis psalmorum omnium nec non canticorum» (1627)
2. «Opus de doctrina temporum» (1627)
3. «Uranologion» (1630)
4. «Rationarium temporum» (1633) (английский перевод)
5. «De ecclesiastica hierarchia» (1641)
6. «De potestate consecrandi» (1646)
7. «De lege et gratia» (1648)
8. «De Tridentini concilii interpretatione et S. Augustini doctrina» (1649)
9. «De theologicis dogmatibus» (1644–1650)
10. «The History of the World or an Account of Time» https://web.archive.org/web/20061208024013/http://hbar.phys.msu.ru/gorm/fomenko/petavius.htm (переклад на англійську)